# Ippachwald
Der Ippachwald ist ein Waldgebiet in den Gemeinden Wolfurt, Buch und Bildstein im österreichischen Bundesland Vorarlberg. Der nördliche Teil ist der linksseitige Teil des Europaschutzgebietes Bregenzerachschlucht. Das Kerngebiet ist circa 600 Hektar groß.

## Waldtyp
Der Ippachwald ist ein Plenterwald, nur einzelne Bäume werden geschlägert, Kahlschlag ist verboten. Er gilt als Schutzwald  und ist im Wesentlichen ein typischer Fichten-Tannen-Rotbuchenwald. Daneben gibt es auch Eichen, Eiben, Eschen, Lärchen, Ahorn und viele andere Baumarten und Büsche. Es gibt auch sehr viel Unterholz. In der Bregenzerachschlucht und in den vielen unzugänglichen Tobeln gibt es eine sehr hohe Biodiversität mit seltenen Tieren und Pflanzen. An den feuchten Standorten sind Grauerlenauwälder, insbesondere an der Bregenzerach. Es gibt hier sehr viel Niederschlag, die zahlreichen Bäche graben tiefe Tobel in die Mergelgesteine, das Gebiet gehört geologisch zur subalpinen Molasse.

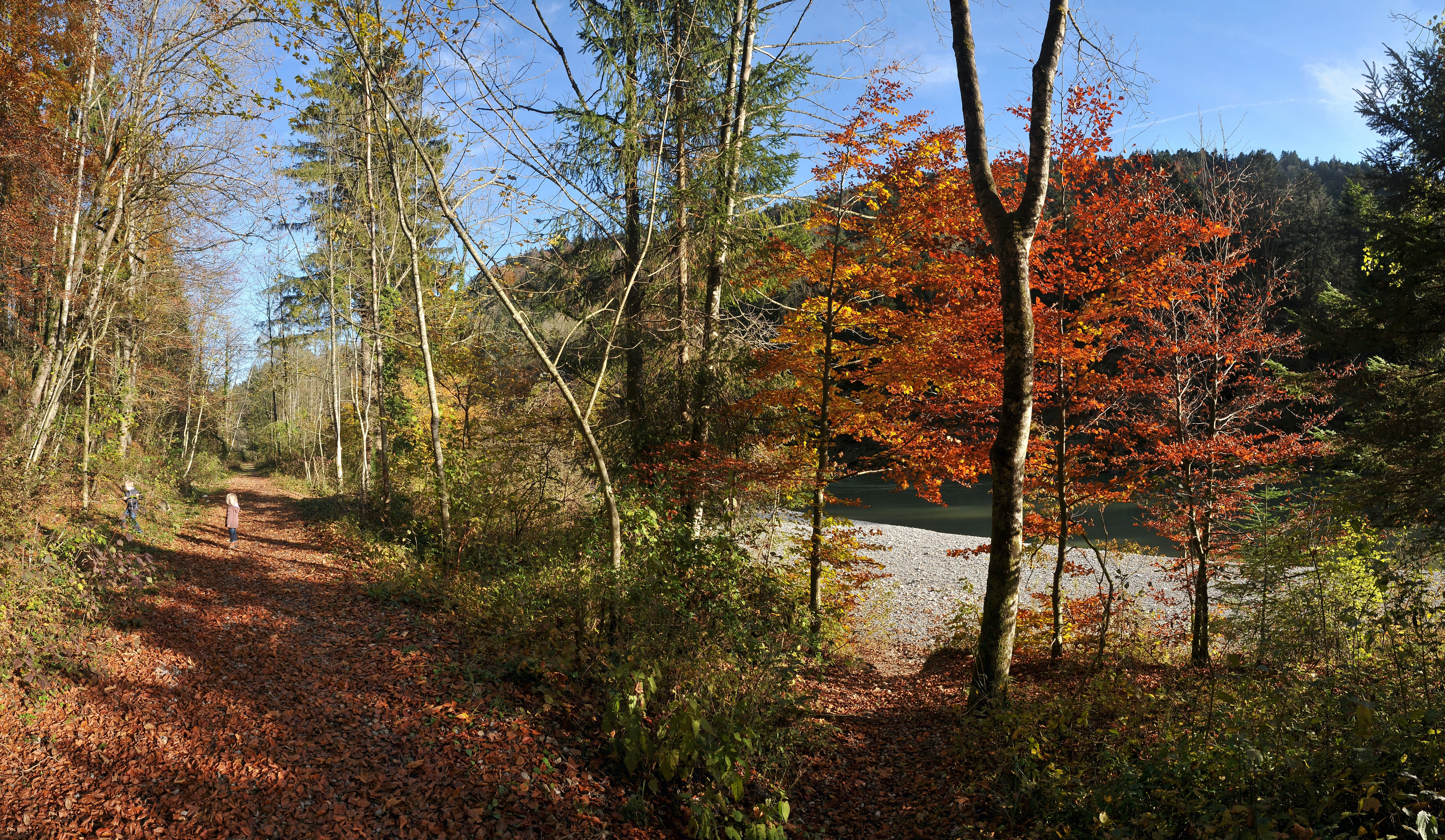
Bregenzerachschlucht und ein Teil des Ippachwaldes im Hintergrund

## Lage und Umgrenzung

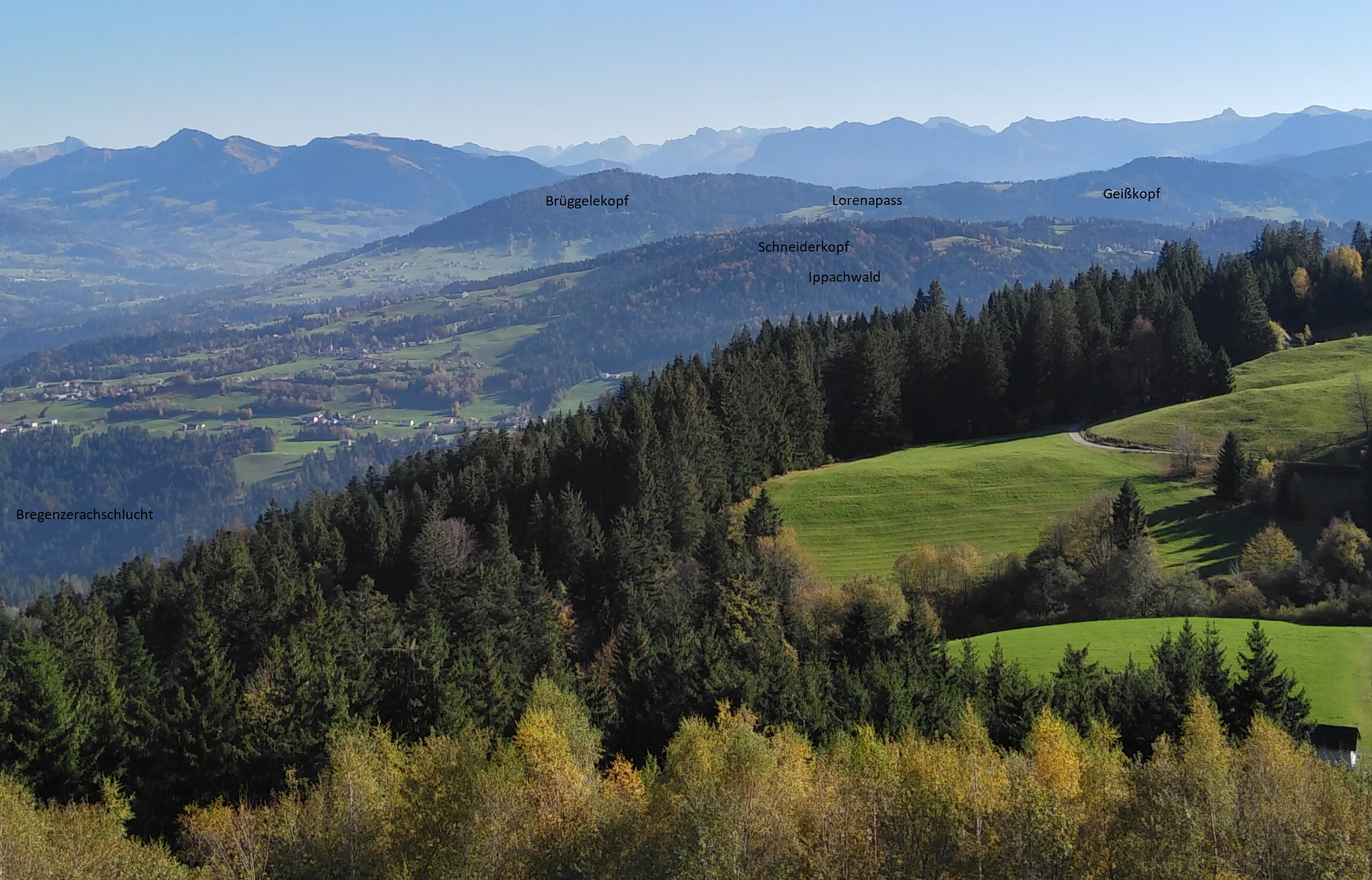
Ippachwald auf der Nordseite des Schneiderkopfs bis in die Bregenzerachschlucht, gesehen vom Pfänder

Der Ippachwald ist ein großes geschlossenes Waldgebiet im Norden der Lorenaberge im Bregenzerwaldgebirge auf einer Höhe zwischen 415 m und 971 m. Er reicht von der Rheintalebene in Wolfurt bis zum Schneiderkopf. Die nördliche Begrenzung ist die Bregenzerach. Im Nordosten liegt der Dorfkern der Gemeinde Buch und das Schigebiet Schneiderkopf-Buch. Die südliche Begrenzung ist der Schneiderkopfkamm. Im Westen reicht der Ippachwald bis zum Siedlungsgebiet von Wolfurt, beispielsweise bis Schloss Wolfurt.

## Gewässer
Durch die Nordweststaulage ist der Wald sehr niederschlagsreich. Zahlreiche Bäche entwässern nach Norden in die Bregenzer Ach. Der größte davon ist der Ippachgraben, der ein tiefes Tobel in den Ippachwald schneidet. Nach Westen Richtung Wolfurt entwässern der Bannholzbach, der Eulentobelbach, der Himmelreichbach, der Ippachbach und der Tobelbach. Diese Bäche können bei Starkregen zu Hochwasser in Wolfurt führen. Seit Jahrzehnten werden Wildwasserschutzmaßnahmen errichtet, aber durch den Klimawandel werden diese Ereignisse häufiger und vor allem heftiger.

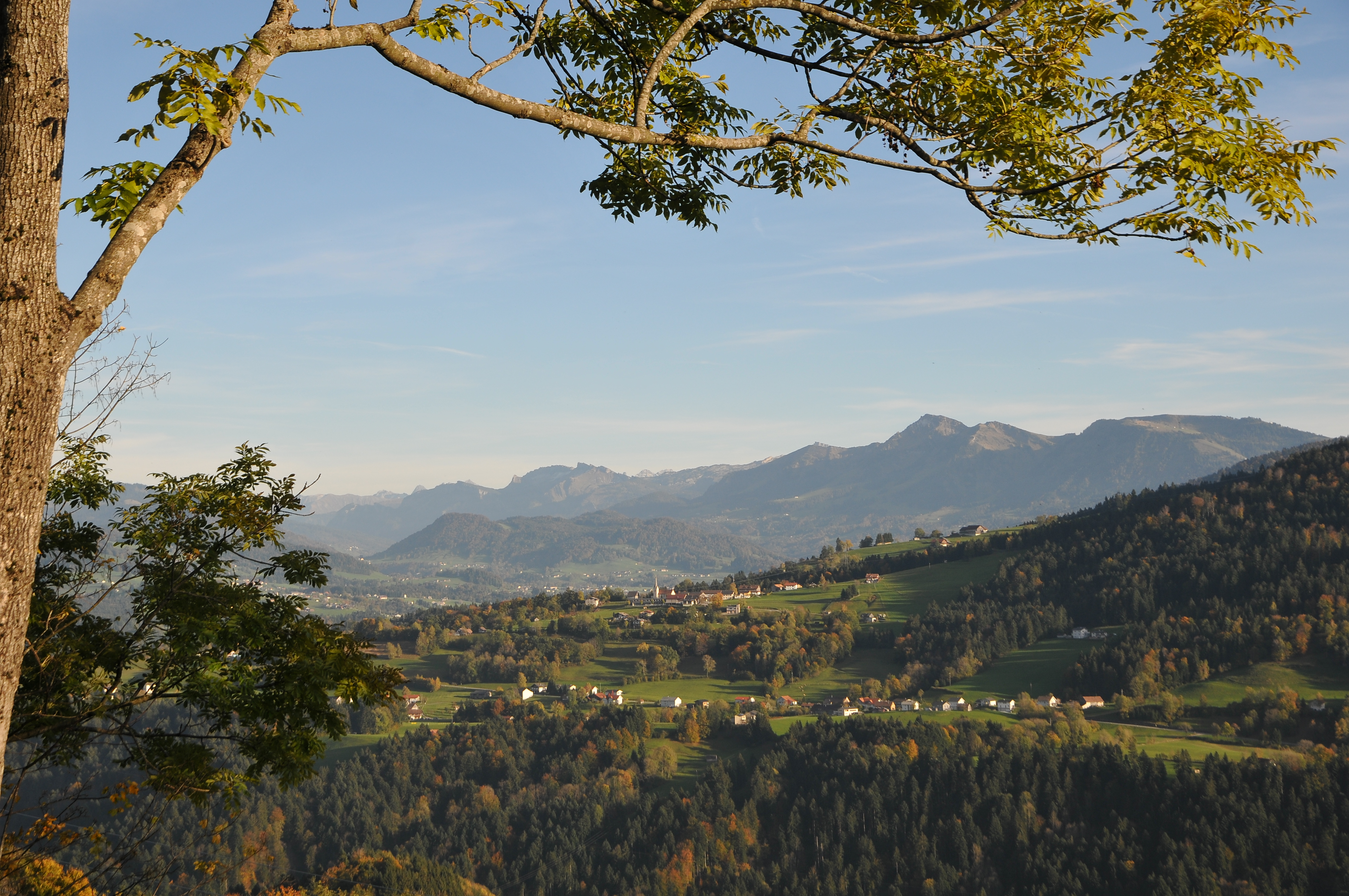
Gemeinde Buch und der östliche Teil des Ippachwaldes

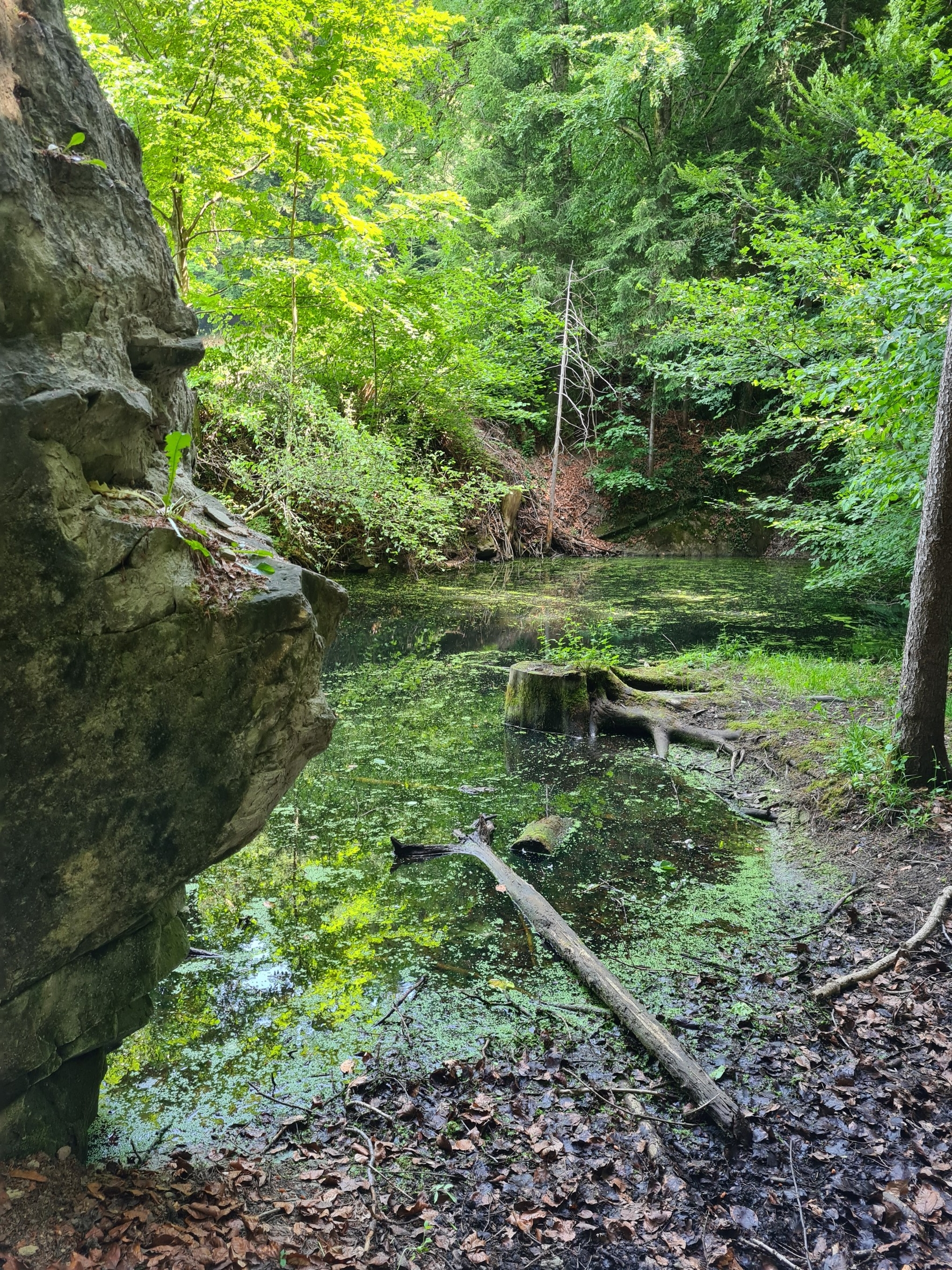
Ein natürlich entstandener Teich am Westende des Ippachwaldes nahe dem Bannholzbach in Wolfurt

## Geschichte
Nach der letzten Eiszeit kamen langsam Pflanzen und Tiere zurück in die vorher vergletscherten Alpen. Der Schneiderkopf und die gesamten Lorenaberge waren vor 6000 Jahren Urwald. Kelten, Römer und Alemannen haben im Ippachwald gejagt. Der südliche Teil des Schneiderkopfgebietes wurde ab dem 10. Jahrhundert gerodet und besiedelt, der Ippachwald wurde für Holzgewinnung genutzt.

### Entwicklung bis 1950
Der Ippachwald wurde nie gerodet, da die Hänge steil und unwegsam sind. Er war ein Gemeinschaftswald bis zum Jahr 1796. In diesem Jahr wurden 511 Hektar aufgeteilt in private Parzellen für alle Häuser in den Hofsteiggemeinden Wolfurt, Buch, Bildstein, Schwarzach, Lauterach und Hard. Durch neue Häuser wurden die Parzellen immer kleiner, die schmalen Streifen hatten oft nur noch 20 Ar. Es kam zu einer sehr intensiven Waldnutzung. Die Menschen waren sehr arm und brauchten Holz zum Bauen und als Brennholz. Jeder wollte möglichst viele Weißtannen haben. Büsche und Laubholz wurden gerodet. So verwandelte sich der lichte Mischwald innerhalb von zwei Generationen in eine dunkle Weißtannen-Monokultur. 1935 wurde die Neue Bucherstraße L14 gebaut, diese war die erste Autostraße nach Buch. Bis heute ist sie die einzige öffentliche Straße durch den Wald. Eine Untersuchung des Holzbestandes ergab im Jahre 1950 70 % Weißtannen, 27 % Fichten und nur 3 % Laubholz. Dieses Verhältnis gab es sonst nirgends in Österreich.
Die Waldarbeit war extrem schwer und sehr gefährlich. Die Bäume wurden mit einer Waldsäge händisch gefällt und mit Säge und Axt entastet. Die Stämme wurden dann entrindet. Zimmermannsholz musste im Winter gefällt werden. Man nutzte vereiste Rinnen, um die Stämme bis zum Weg zu bringen. Mit Hornschlitten und Zugpferden brachte man die Stämme dann bis zur Sägerei. Im Bucher und Bildsteiner Gebiet ist das Gelände noch schwerer zugänglich und die Wege sind noch weiter. Dort wurden Kohlenmeiler errichtet, um Holzkohle zu gewinnen.

### Entwicklung ab 1950
Nach dem Zweiten Weltkrieg und der unmittelbaren Nachkriegszeit wuchs der Wohlstand rasant. Traktoren mit starken Seilwinden, Motorsägen und LKWs erleichterten die Waldarbeit. Die Arbeit ist aber auch heute noch gefährlich und anstrengend. Die Bestände an Rehen nahmen nach dem Zweiten Weltkrieg stark zu. Wildverbiss vernichtete einige Jahrzehnte lang jeglichen Nachwuchs von Weißtannen. Die Weißtannen erwiesen sich auch als besonders empfindlich gegen die jetzt vermehrten Luftschadstoffe. Die Nadeln fielen immer mehr ab. Der starke Befall durch schmarotzende Misteln zeigte, dass auch schon junge Tannen wie fast alle alten schwer krank waren. Fichten hielten sich viel besser. Die Fichten leiden jetzt allerdings stark unter dem Klimawandel und haben in dieser Höhenlage keine Zukunft.
Ab den 1960er Jahren verdrängten Kohle- und Öl-Zentralheizungen die Holzheizungen. Gekocht wurde immer mehr mit Elektroherden. Während die Arbeitslöhne stiegen, sanken die Holzpreise immer tiefer. Auch Zugpferde wurden selten. Neue Waldbesitzer hatten oft keinen Bezug mehr zu ihrem Waldteil. Wege und Marken verfielen. Manche Waldteile wurden jahrzehntelang nicht mehr bewirtschaftet. Mehrmals versuchte die Gemeinde und der damalige Waldaufseher Paul Geiger, die Waldbesitzer zu einem gemeinsamen Straßenbau zu bewegen. Zwischen 1994 und 1996 wurden schließlich alte Wege renoviert und neue Forstwege errichtet. Die alten Wege verfielen danach noch mehr. Manche werden nun als Wanderwege genutzt.

## Umweltzerstörung und Klimawandel
Schwefeldioxid wird über die Blätter und Nadeln aufgenommen. Es zerstört Zellen, die Aufnahme von Kohlendioxid wird verringert und die Photosynthese gestört. Blätter und Nadeln sterben ab, man sieht das an braunen Flecken am Rand. Darüber hinaus kann der Boden versauern.
Stickstoffmonoxid-Verbindungen führen ebenfalls zu Störungen der Photosynthese und zur Übersäuerung der Böden.
Ammoniak hat ebenfalls einen Einfluss auf die Bodenversauerung. Darüber hinaus trägt es über den Stickstoffkreislauf zur Überdüngung des Bodens bei. Das ist ein Problem, weil Wälder in der Regel auf stickstoffarme Umgebungen angepasst sind. Die Bäume werden dadurch empfindlicher gegen Kälte und Frost.
Ozon in Bodennähe hat schädliche Auswirkungen auf die Wälder. Sichtbare Folgen sind abgeworfene oder fleckige Blätter und Nadeln und ein geringeres Wachstum.
Der Klimawandel bedroht die Fichten, denn nicht nur der Temperaturanstieg, sondern auch lange Trockenperioden und Wetterextreme, Stürme und Borkenkäfer tragen dazu bei, dass die Fichte in tiefen Lagen immer schwieriger überleben kann.
Durch all dies wird der Ippachwald immer mehr zu einem Laubmischwald. Vermurungen nehmen zu und es kommt immer öfters zu Überschwemmungen durch die Bäche des Ippachwaldes: Tobelbach, Ippachbach, Himmelreichbach, Eulentobelbach, Bannholzbach und Rickenbach zuletzt im Jahr 2022.

## Naturschutz
Der Teil zwischen der Bregenzerach und der Neuen Bucherstraße ist Teil des Natura 2000 Europaschutzgebietes Bregenzerachschlucht. In diesem Teil gibt es weder Straßen noch Wege, keine Wanderwege und keine Forstwege.
In Wolfurt werden abgestorbene, stehende Bäume, die sich über eine Baumlänge von Forststraßen oder Waldwegen entfernt befinden, in der Natur belassen. Spechte benötigen für ihre Jungen abgestorbenes, stehendes Totholz. Durch das Belassen von Totholzbäumen wird die Biodiversität gefördert und die Wälder stabiler gegen Schädlinge gemacht. Die Initiative geht vom Bundesministerium für Nachhaltigkeit und Tourismus aus. Inzwischen sind ein Drittel der Spechtbäume im Ippachwald unter Schutz gestellt. Lokale Maßnahmen nutzen allerdings nichts gegen globale Ursachen wie Luftverschmutzung und Klimawandel.

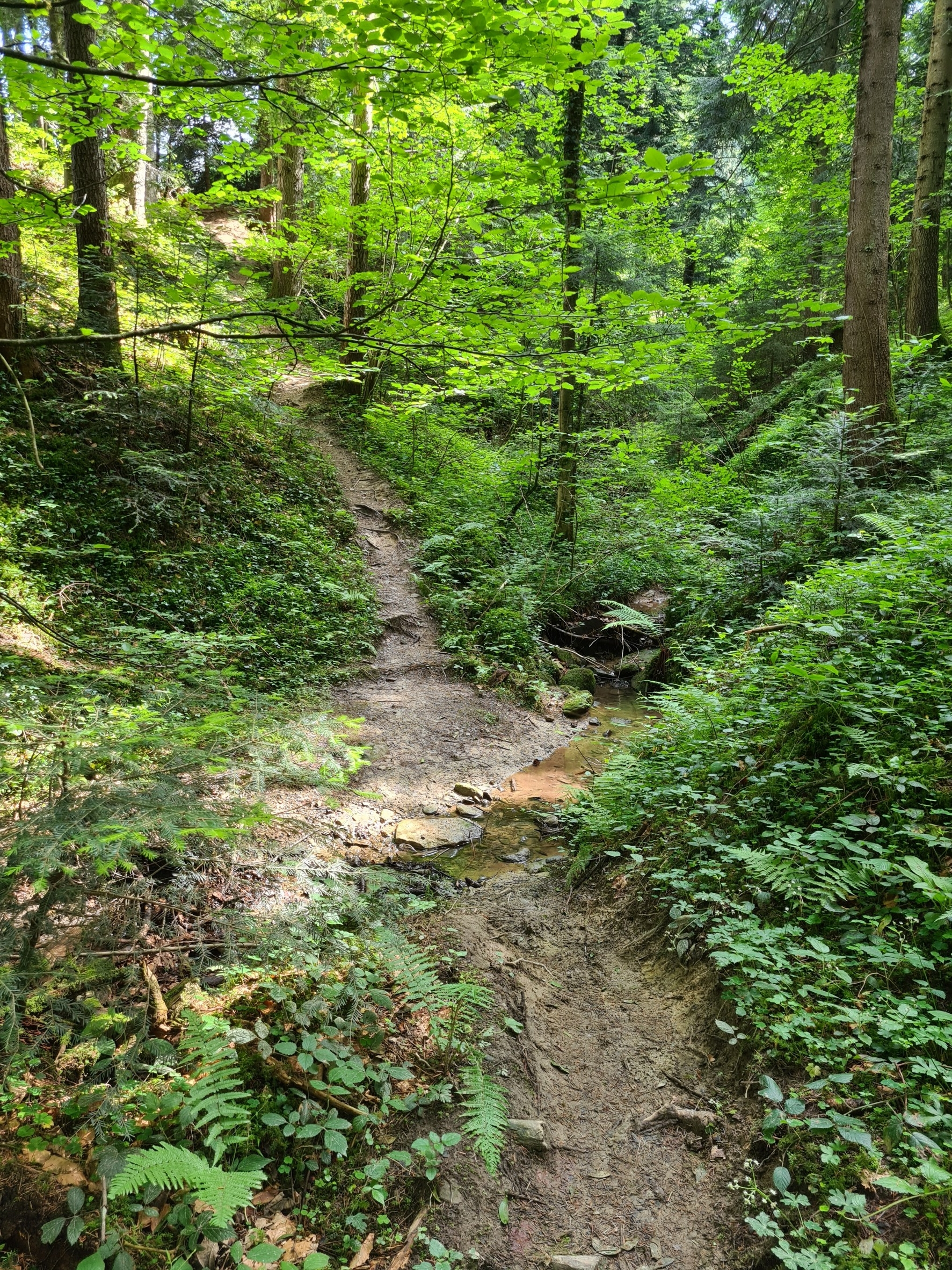
Eulentobelbach zwischen Hoamolitto und Staudach

## Wandern

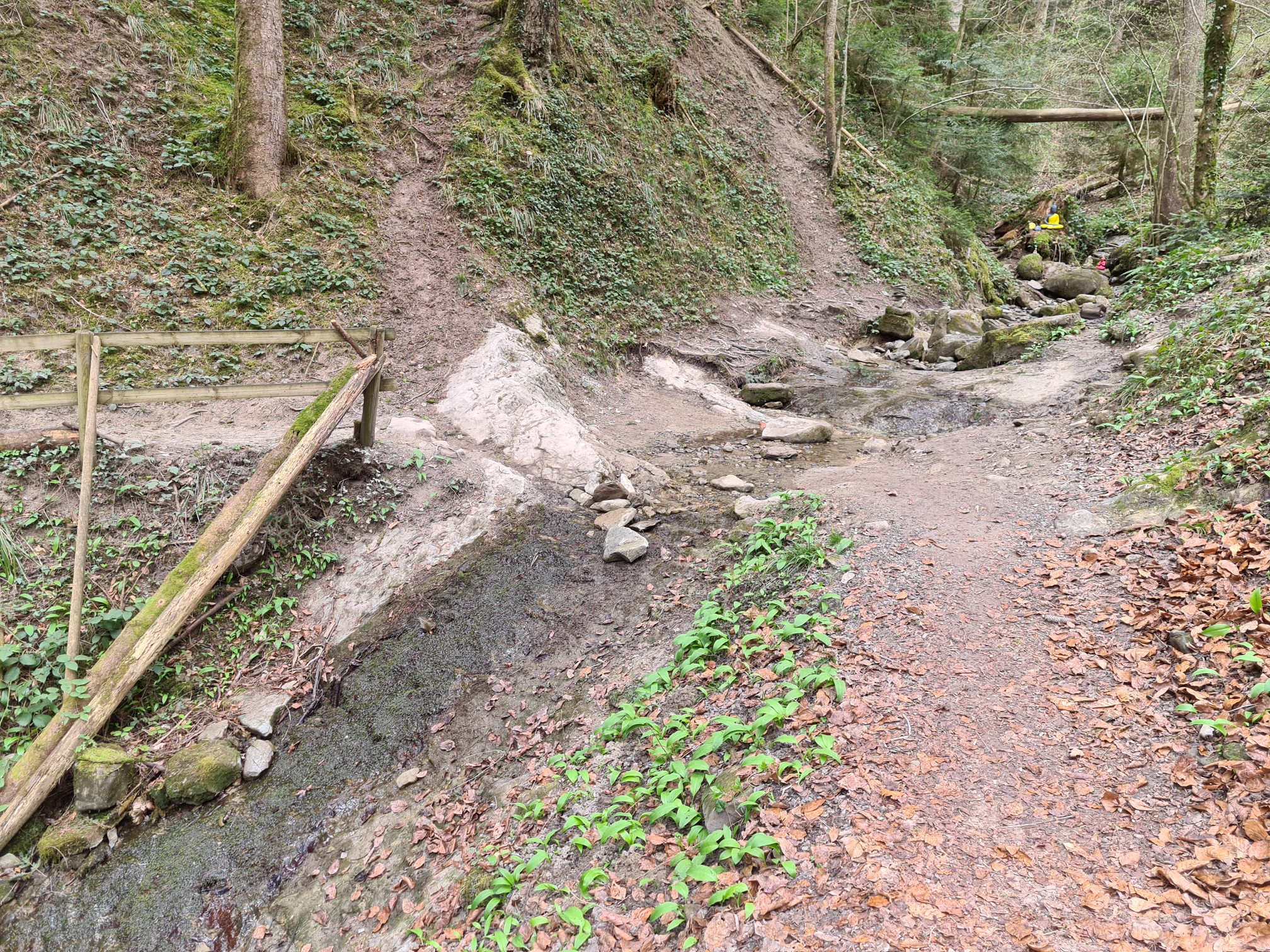
Tobelbach mit einer Furt für den Wanderweg, bei Nässe ist hier hohe Rutschgefahr

Die Alte Bucherstraße läuft von der Pfarrkirche Wolfurt bis nach Buch parallel oberhalb der Neuen Bucherstraße. Sie war bis 1935 die einzige Verbindung von Wolfurt nach Buch. Immer wieder kam es zu Hangrutschungen. Der untere Teil ist heute ein Forstweg, der letzte Teil nur noch ein Wanderweg, der immer wieder abrutscht. 2022 haben Kinder aus Buch unter Anleitung dort Bäume gepflanzt, um den Hang zu verbessern.
Eine beliebte Wanderung ist von Wolfurt über den Ippachwald zum Dreiländerblick, einem Gasthaus mit toller Aussicht. Es gibt dabei sehr viele verschiedene Varianten.
Ein Pilgerweg führt von der Pfarrkirche Wolfurt zur Basilika Maria Bildstein. Der Weg führt von der Pfarrkirche Wolfurt zur „Alten Schmiede“, dann durch den Ippachwald zu den „Dreigassen“ und zur „Ippach Ebne“. Danach überquert man den Ippachbach über eine Furt und gelangt in „Hoamalito“ auf die „Paradieswiese“ mit einem kleinen Hain in der Mitte. Die erwähnten Flurnamen (Dreigassen, Ippach Ebne und Hoamalito) sind Holzsammelplätze und Wegknoten, auf sie wird auch auf den Wegweisern verwiesen.
Auch der Fernwanderweg Maximiliansweg führt durch den Ippachwald.

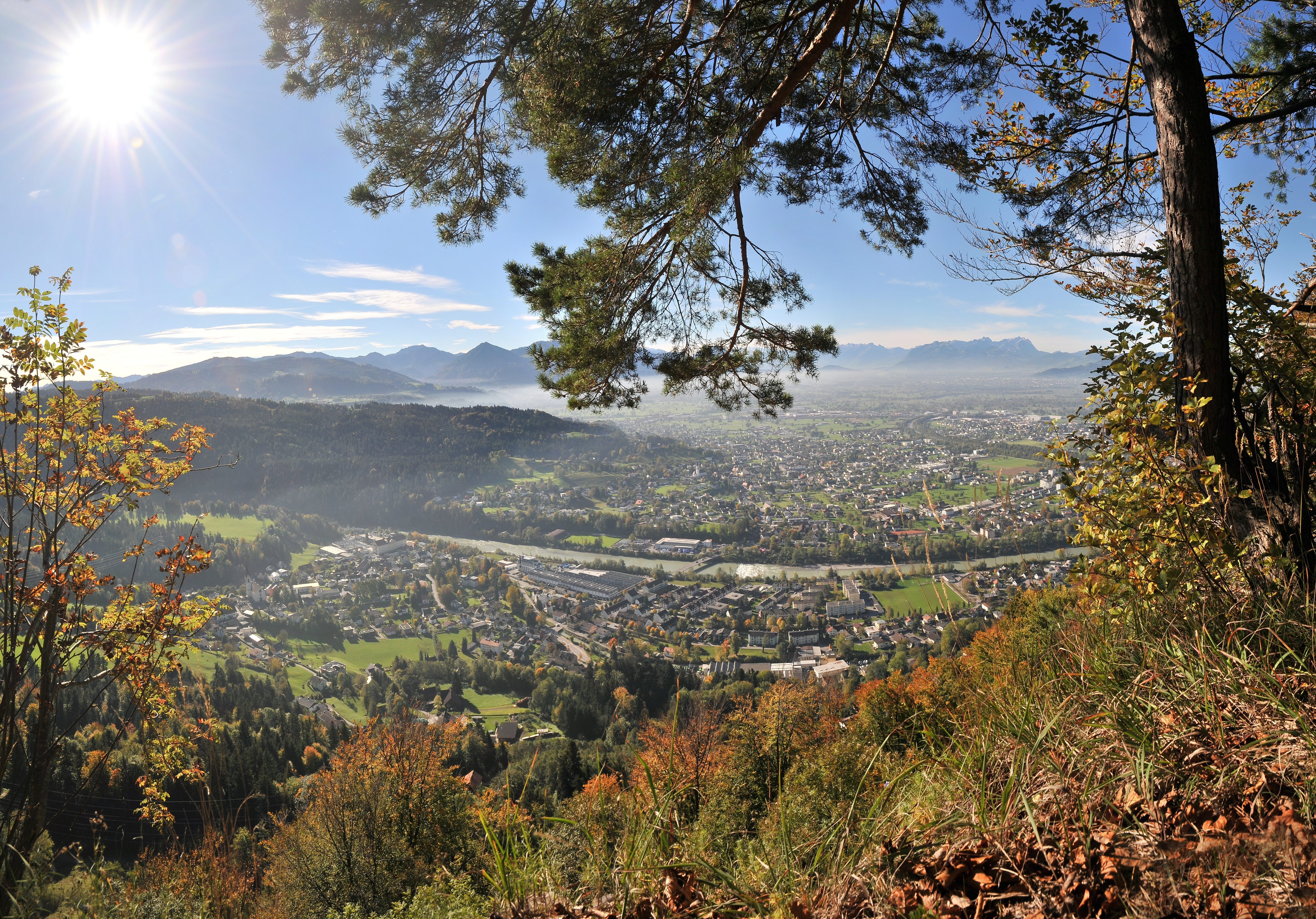
Links im Bild, hinter der Bregenzer Ach ist der westliche Ippachwald zu sehen, dahinter die Hochälpele-Weißenfluh-Gruppe. Der Ippachwald hat mehrere Ausläufer nach Wolfurt.

Im östlichen Teil des Ippachwaldes sind weniger Wanderwege und viele Teile sind kaum begehbar und entsprechend unberührt. Insbesondere die tiefen Tobel des Ippachgrabens sind nicht begehbar.

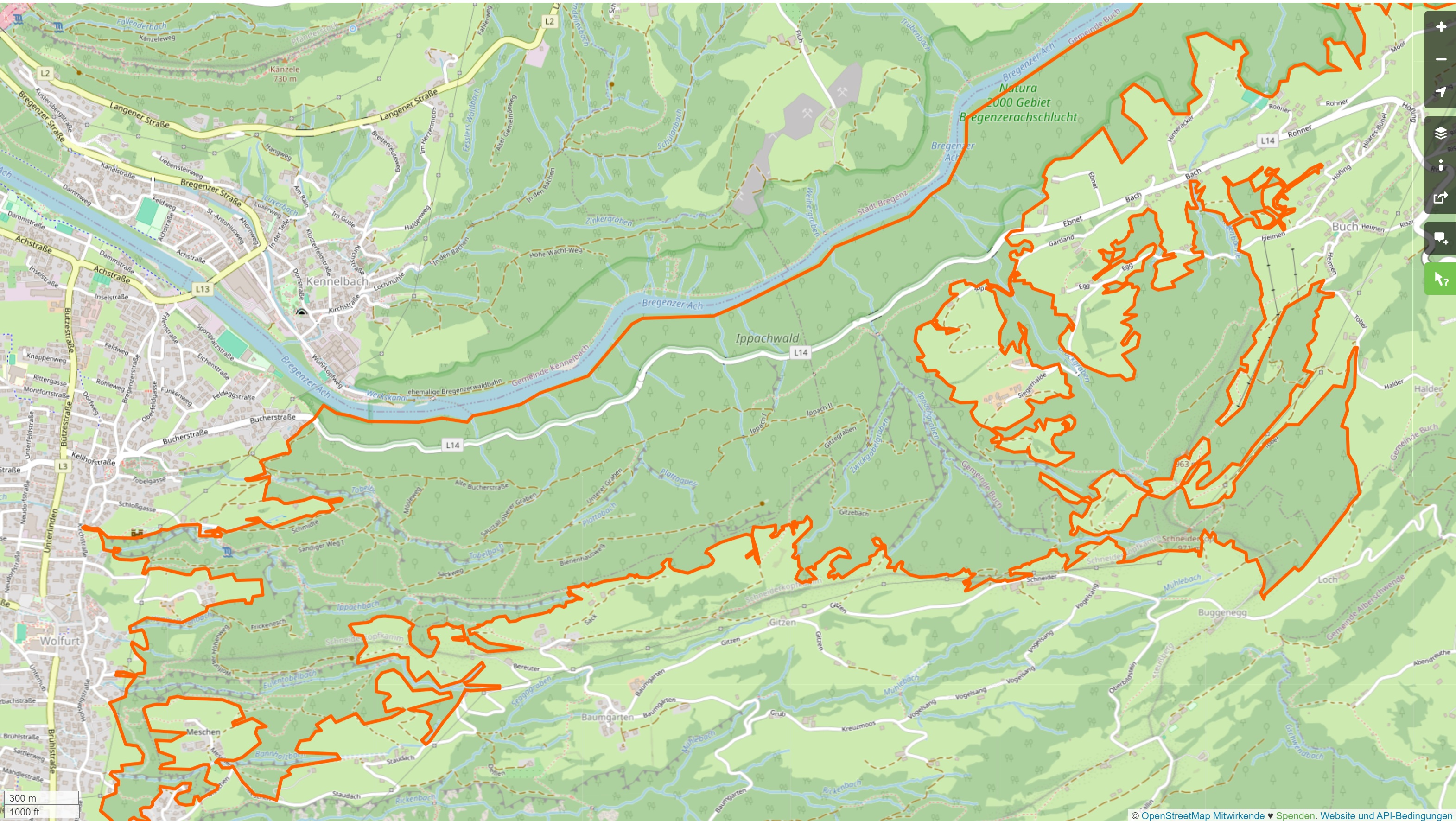
Ippachwald auf der OpenstreetMap mit Gewässern, Straßen, Wegen und Schluchten